# Bank of Tokyo building
 (septembre 2022).
Le  Bank of Tokyo building fut construit à Manhattan à New York de 1894 à 1896, selon les plans de Bruce Price. Il est situé en face de l'église Trinity. C'est l'un des premiers gratte-ciel de Manhattan avec une ossature en acier. Il comportait à l'origine 21 étages et fut le deuxième plus haut édifice de New York.
Dans une interview, Price a décrit sa conception comme "un campanile à quatre faces de pilastres, avec sept cannelures représentées par sept rangées de fenêtres."

## Description
Le bâtiment est situé sur un terrain irrégulier de forme trapézoïdale. La façade est recouverte de Granit du Maine avec une base de 3 étages, une section intermédiaire de 12 étages, ainsi que la plus haute section en comportant 6. Les quatrième et quinzième étages peuvent être considérés comme transitoires. La base est une entrée à colonnes ioniques surmontées de sculpture dans un style classique, réalisées par J. Massey Rhind. Au-dessus de la partie centrale s'élèvent jusqu'au quinzième étage des piliers surmontés par une rangée de sculptures figuratives. La troisième et dernière partie, ultérieurement modifiée comprend une colonnade de pilastres corinthiens, une corniche de pierre, et un parapet doré sur le revers du vingtième étage.
En 1920-1922, plus de vingt ans après l'achèvement de la construction de l'édifice, l'architecte newyorkais  Herman Lee Meader a supervisé les modifications qui comprenaient une nouvelle annexe en forme de L qui a élargi la tour, ainsi que le rajout de plusieurs étages, ce qui a beaucoup modifié le sommet du gratte-ciel.